# أوسكار غيريرو ألفارادو
أوسكار غيريرو ألفارادو (بالإسبانية: Óscar Guerrero)‏ هو لاعب كرة قدم كولومبي، ولد في 1 مارس 1985 في بوغوتا في كولومبيا. لعب مع أتليتيكو بوكارامانغا وبيونيك يريفان وديبورتيفو آرمينيو ونادي بالزان.

## وصلات خارجية
- أوسكار غيريرو ألفارادو على موقع قاعدة بيانات كرة القدم.إي يو (الإنجليزية)
- أوسكار غيريرو ألفارادو على موقع Soccerway.com (الإنجليزية)